# Isola di Graham
L'isola di Graham è un'isola appartenente all'arcipelago delle Haida Gwaii situato al largo della provincia canadese della Columbia Britannica.
Con i suoi 6361 km² è la 101ª isola più grande del mondo, la 22ª del Canada.
Situata a nord dell'arcipelago, è separata dall'isola di Moresby, da uno strettissimo canale. Nella parte nord-orientale dell'isola è stato istituito il Naikoon Provincial Park.
Al censimento del 2001 l'isola possedeva una popolazione di 4 475 abitanti.